# Robinia elliottii
Robinia elliottii là một loài thực vật có hoa trong họ Đậu. Loài này được (Chapm.) Ashe miêu tả khoa học đầu tiên năm 1903.